# Culture Club
Culture Club (транскрибовано: Калчер клаб) била је поп-рок група из Енглеске. Највише успеха група је имала средином осамдесетих година двадесетог века.
Група је основана 1981. у Лондону, Енглеска. Изводи мелодијску поп-музику са елементима рока и соула. Често је сврставају у другу инвазију британских група новог таласа, а у САД је група постала популарна захваљујући музичком ТВ-каналу МТВ. Чланови бенда су Бој Џорџ (главни вокал), Мајки Крејг (бас гитара), Рој Хеј (гитара и клавијатуре) и Џон Мос (бубњеви и удараљке).
Неко време група је била предводник новог таласа на лондонској сцени, а синглом Do You Really Want to Hurt Me из 1982. група је постала позната и у светским оквирима. Сингл Karma Chameleon је почетком 1984. био три недеље на првом месту Билборд хот 100 топ-листе синглова. Група је седам пута освојила награду Греми и продала преко 35.000.000 плоча.
Од оснивања 1981. па до разлаза 1986. десет песама групе се нашло на топ-листама 40 најслушанијих песама, од којих је већина била у првих десет. У време обновљене активности (од 1998. до 2002) један сингл се пласирао на 4. место енглеске топ-листе.

## Дискографија

### Албуми
- Kissing to Be Clever (1982, #5 UK, #14 US)[3]
- Colour by Numbers (1983, #1 UK, #26 US)
- Waking Up with the House on Fire (1984, #2 UK, #2 US)
- From Luxury to Heartache (1986, #10 UK, # 32 US)
- Don’t Mind If I Do (1999, #64 UK)

### Компилације
- 1987 This Time — The First Four Years
- 1993 At Worst… The Best of Boy George and Culture Club
- 1998 Greatest Moments — VH1 Storytellers Live
- 2002 Culture Club Box Set
- 2005 Greatest Hits
- 2005 Culture Club 2005 — Singles and Remixes

### Синглови

#### 1982
- White Boy
- I’m Afraid of Me
- Mystery Boy
- Do You Really Want to Hurt Me (#1 UK, #2)
- Time (Clock of the Heart) (#3 UK, #2 US)

#### 1983
- I’ll Tumble 4 Ya (U.S./Canada)
- Church of the Poison Mind (#2 UK, #10 US)
- Karma Chameleon (#1 UK, #1 US)
- Victims (#3 US)

#### 1984
- Miss Me Blind
- It’s a Miracle (#3 UK, #13 US)
- The War Song (#2 UK, #17)
- The Medal Song (# 32)
- Mistake No. 3
- Don’t Go Down That Street
- Love is Love

#### 1985—1986
- Love Is Love (1985)
- Move Away (#7 UK, #12 US, 1986)
- God Thank You Woman (1986)
- Gusto Blusto (1986)